# Alophia intermedia
Alophia intermedia är en irisväxtart som först beskrevs av Pierfelice Ravenna, och fick sitt nu gällande namn av Peter Goldblatt. Alophia intermedia ingår i släktet Alophia och familjen irisväxter. Inga underarter finns listade i Catalogue of Life.